# Lingua wiyot
La lingua wiyot (anche chiamata wishosk) era una lingua del gruppo algico parlata dalla popolazione dei Wiyot della Baia di Humboldt in California. La lingua è considerata estinta: l'ultima persona che la parlava correntemente, Della Prince, è morta nel 1962. Ci sono progetti per far rinascere la lingua.